# Бнинский, Александр Станислав
Александр Станислав Руфин Бни́нский (пол. Aleksander Stanisław Rufin Bniński; 26 ноября 1783, Познань — 15 июня 1831, Варшава) — польский дворянин, министр внутренних дел Национального правительства Царства Польского во время Ноябрьского восстания, сенатор-каштелян Королевства Польского, граф.

## Биография
Представитель польского шляхетского рода Бнинских герба «Лодзя». Родился 26 ноября 1783 года в Познани. Второй сын Игнацы Руперта Бнинского (1743—1804) и Франсиски Бнинской (ок. 1760—1810).
В 1807 году вступил в армию Великого герцогства Варшавского. В 1809 году он был назначен капитаном и командиром 1-й роты 3-го галицко-французского кавалерийского полка, созданного в Великой Польше. Депутат сейма от Оборникского повета Познанского департамента в 1809 году. Принимал участие в Польско-австрийской войне, награжден Золотым крестом ордена Virtuti Militari. В 1811 году он стал депутатом сейма от Познанского департамента. Член депутации Генерального конфедерации Королевства Польского Наполеона в 1812 году.
С 1816 года получил наследственный титул графа Прусского королевства.
В 1821 году назначен сенатором-каштеляном Царства Польского. В 1825 году стал кавалером Ордена Святого Станислава первого класса. В 1828 году он был членом Сеймского суда, чтобы судить лиц, обвиняемых в государственной измене.
25 января 1831 года он подписал акт о свержении российского императора Николая I Павловича Романова с польского престола. 1 февраля 1831 года назначен министром внутренних дел Национального правительства. 28 февраля назначенный правительственным комиссаром при Верховном главнокомандующем, он взял на себя обязанности ликвидированной комиссии по нуждам армии.
25 мая 1816 года в Варшаве Александр Бнинский женился на княгине Марии Радзивилл (1791 — 15 октября 1875), дочери князя Доминика Радзивилла (1747—1803). У супругов было две дочери:
- Юлия Бнинская (род. 1817)
- Изабелла София Бнинская (1819 — 1 января 1857), муж с 1843 года граф Северин Грабовский (1815—1863).